# Jaguaraçu
Jaguaraçu là một đô thị thuộc bang Minas Gerais, Brasil. Đô thị này có diện tích 161,964 km², dân số năm 2007 là 2782 người, mật độ 18,1 người/km².